# Sikorsky Raider X
Sikorsky Raider X je projekt průzkumného a bitevního vrtulníku vyvíjený americkou společností Sikorsky Aircraft Corporation v rámci modernizačního programu americké armády Future Attack Reconnaissance Aircraft (FARA).

## Vznik a vývoj
Vrtulník Sikorsky Raider X je vyvíjen v rámci amerického armádního modernizačního programu FARA. Vítězný stroj bude náhradou za stávající průzkumně-bojové vrtulníky Bell OH-58D Kiowa Warrior. Plánována je stavba stovek kusů. Požadován je stroj s hmotností 6350 kg, cestovní rychlostí nejméně 180 uzlů (330 km/h) a maximální rychlostí nejméně 200 uzlů (370 km/h). Nový vrtulník musí být schopen operovat na moderním bojišti, včetně městských aglomerací. Proto je kladen důraz na kompaktní rozměry, vysokou cestovní rychlost, výkonné senzory, schopnost spolupráce s drony a novou generaci výzbroje. Jejich hlavním úkolem je vyhledávání a zaměřování pozic protivníka a v případě nutnosti jeho zničení vlastními zbraněmi. Program FARA není prvním pokusem o vývoj náhrady OH-58, neboť v 90. letech byl vyvíjen technologicky pokročilý stealth typ Boeing/Sikorsky RAH-66 Comanche. Tento program však byl zrušen kvůli technologické složitosti a s tím souvisejícím stoupajícím vývojovým nákladům.
Nejprve bylo vybráno pět počátečních návrhů (AVX Aircraft + L3 Harris, Bell, Boeing, Karem Aircraft a Sikorsky), které získaly po 15 milionech dolarů na další rozpracování. Projekt vrtulníku Raider X byl veřejnosti představen 14. října 2019  na konferenci AUSA 2019 (Association of the United States Army 2019) ve Washingtonu.
Roku 2020 byly pro podrobné rozpracování vybrány projekty Bell 360 Invictus a Sikorsky Raider X (vycházející z technologického demonstrátoru Sikorsky S-97). Obě společnosti pak získaly prostředky na stavbu prototypů pro porovnávací zkoušky. Bell získal 700 milionů dolarů a Sikorsky 940 milionů dolarů. V jeho případě je částka vyšší, neboť jeho projekt je technologicky náročnější. Zahájení testování prototypů soutěžících v programu FARA je plánováno na konec roku 2022. Roku 2023 mají začít porovnávací zkoušky. Vítězný vrtulník má být do služby přijat roku 2028.

## Konstrukce
Vrtulník je vyvíjen na základě technologického demonstrátoru Sikorsky S-97. Ten čerpá z ještě staršího demonstrátoru Sikorsky X2. Koncepčně blízký je rovněž typ Sikorsky–Boeing SB-1 Defiant vyvíjený v rámci programu FLRAA (Future Long-Range Assault Aircraft).
Raider X využívá kombinaci pokročilých protiběžných rotorů a zadní tlačné vrtule. Při letu ve vysokých rychlostech je na tlačnou vrtuli přenášeno až 90 % výkonu. Pohon tvoří v rámci programu ITEP vyvíjený turbohřídelový motor General Electric GE T901-900 o maximálním výkonu 2237 kW (3000 hp). Dvoučlenná posádka v kokpitu sedí vedle sebe. Výzbroj je uložena do vnitřních zbraňových šachet. Plánována je integrace nové generace výzbroje, včetně kamikaze dronů.

## Specifikace (Raider X)

### Technické údaje
- Osádka: 2
- Průměr hlavního rotoru: 11,85 m
- Maximální startovní hmotnost: 6350 kg
- Pohonné jednotky: 1× turbohřídelový motor General Electric T901-90%
- Výkon pohonné jednotky: 2237 kW (3000 hp)